# مرگ مغزی ۱۳
"مرگ مغزی ۱۳" (به انگلیسی: Brain Dead 13) یک بازی فیلم تعاملی است که توسط "رِدی سافت" تهیه گردیده، در سال ۱۹۹۵ برای سیستم عامل داس و در سال ۱۹۹۶ برای کنسول‌های بازی پورت گردید. برخلاف دو بازی "لانه اژدها" و «آس فضایی» که بر روی مدیای «لیزر دیسک» منتشر شدند، این بازی فقط برای رایانه شخصی و کنسول‌های بازی منتشر شد.
در تاریخ ۷ اکتبر ۲۰۱۰، "مرگ مغزی ۱۳" برای آیفون، آی‌پد و آی‌پاد تاچ از طریق "اپ استور" و پس از مدتی در تاریخ اول دسامبر با آپگرید شدن و حل بسیاری از مشکلات بازی برای سیستم عامل آی‌اواس ۳ و ۴٫۲ نیز عرضه شد.

## داستان
یک متخصص جوان کامپیوتر به نام «لانس» (Lance) برای تعمیر یک رایانه به یک قلعه مخروبه و ترسناک دعوت می‌شود. بعد از تعمیر یک ابر رایانه متوجه می‌شود که شخص دیوانه‌ای به نام «دکتر نرو نئوروسیس» (Dr. Nero Neurosis) قصد دارد دنیا را تسخیر کند. قهرمان بازی متوجه می‌شود که به دردسر افتاده و توسط خدمتکار روانی دکتر نئوروسیس که «فریتز» (Fritz) نام دارد، درون قلعه تعقیب می‌شود.
بازیباز باید لانس را درون قلعه هدایت کند تا ضمن شکست دادن دکتر نئوروسیس بتواند از قلعه نجات پیدا کند.

## گیم پلی
گیم پلی "مرگ مغزی ۱۳" سراسر دارای صحنه‌های "کوئیک تایم" می‌باشد که البته نسبت به بازی‌های تعاملی قبلی دارای آزادی عملی بیشتری می‌باشد.
گیم پلی بازی بدین صورت است که بازیباز باید حرکت بعدی قهرمان را حدس زده و به موقع کلید مناسب را بفشارد. در صورت اشتباه کردن با صحنه‌ای از مرگ قهرمان بازی روبرو خواهد شد. صحنه‌های مرگ قهرمان علی‌رغم داشتن خشونت، همچنان بار کمدی استایل سراسر بازی را که به صورت انیمیشن کارتونی است، حفظ کرده. با این حال قهرمان بازی دارای تعداد زندگی نامحدود است و بعد از صحنه مرگ، شاهد یک سکانس از احیای دوباره قهرمان بازی هستیم.

## شخصیت‌های بازی
- لانس گالاهاد (Lance Galahad) یک متخصص جوان رایانه و قهرمان بازی است. از مشخصه‌های ظاهری او موهای بلند قرمز و یک کلاه بیس بال است و به ظاهر شخصیت معتادی دارد. صداپیشگی لانس بر عهده «ریکاردو دورانته» (Riccardo Durante) می‌باشد.
- دکتر نرو نئوروسیس یک دکتر دیوانه است قصد دارد دنیا را تسخیر کند. در ابتدای بازی او پیشخدمت خود (فریتز) را برای کشتن لانس می‌فرستد. بهانه او برای کشتن لانس این بود که او را یک آدم معمولی خطاب کرده (البته او از ابتدا قصد کشتن لانس را به هر نحو داشت، زیرا می‌خواست از پرداخت پول تعمیر سوپر کامپیوتر خود شانه خالی کند) صدا پیشگی دکتر در بازی بر عهده «دِیو کوئِسنل» (Dave Quesnelle) می‌باشد.
- فریتز خدمتکار کوتوله و گوژپشت دکتر نئوروسیس می‌باشد که با استفاده ابزار خاصی که حمل می‌کند در تلاش برای کشتن لانس است. او در تمام طول بازی در تعقیب قهرمان بازی است. او را به نوعی می‌توان حیوان دست آموز دکتر نئوروسیس نامید که با تمام وجود دستورهای ارباب خود را اجرا می‌کند. این شخصیت در طول بازی هیچ صحبتی نمی‌کند و فقط صدای خرناس و زمزمه نامفهوم دارد. صداپیشگی این شخصیت بر عهده «جو گیامپاپا» (Joe Giampapa) می‌باشد.
- وی وی (Vivi) شخصیت مؤنث و ظریفی است با خصوصیات یک خون‌آشام و لهجه زنانه اهل جنوب. صداپیشگی این کاراکتر بر عهده «جون براون» (June Brown) بود.
- موس یک شخصیت غول پیکر، احمق و هیولا مانند است که به عنوان یکی از هفت دشمن اصلی (باس) در مقابل قهرمان بازی قرار می‌گیرد. صداپیشه این شخصیت بر عهده «بلِین برن ساید» است.

به جز شخصیت‌های نامبرده، موجودات مختلف دیگری نیز به عنوان دشمن در اتاق‌ها، راهروها، سیاهچال‌ها و ... با قهرمان بازی روبرو خواهند شد.

## تفاوت نسخه‌های بازی
محتویات نسخه‌های رایانه شخصی، سگا ساترن و جگوار به‌طور فشرده درون یک سی دی قرار داشت که به همین دلیل کیفیت تصویری پایین‌تری نسبت به نسخه‌های «سی دی-آی»، «۳ دی او» و پلی استیشن (که هرکدام دو سی دی داشتند) داشت. نسخه پورت شده این بازی برای آی‌اواس که نیازی به سی دی نداشت دارای کیفیت رزولوشن تصویری بالاتری نسبت به شش کنسول قبلی می‌باشد.
نسخه ۳دی‌او بازی دارای دو سی دی بود که دیسک اول نیز دارای دو ریلیز مختلف می‌باشد. نسخه اصلی که برچسب "دیسک ۱" دارد و نسخه دوم که برچسب آن "دیسک 1 (v1.1)" می‌باشد. تفاوت این دونسخه این بود که دیسک ورژن ۱٫۱ مشکل توقف و هنگ کردن بازی که گاهی در نسخه اصلی و در قسمت "سالن تدفین" شخصیت "وی وی" روی می‌داد، را حل کرده و به صورت سالم عرضه گردید. پورت نسخه آی‌اواس هم در واقع ورژن ۱٫۱ می‌باشد که مشکلات نسخه اصلی در آن رفع شده.
در دوبله نسخه‌های غیر انگلیسی بازی (اروپایی و ژاپنی) سعی شده تا حد امکان ظرافت‌های شفاهی صداپیشگان نسخه اصلی حفظ گردد. برای مثال لانس در نسخه اصلی می‌گوید: «هاها ها! I'm game!». در ترجمه ژاپنی بازی جمله «I'm game!» به ژاپنی ترجمه شده ضمن اینکه صدای خنده صداپیشه نسخه انگلیسی بازی نیز در بازی همچنان حفظ شده‌است.
در پورت آی‌اواس بازی، در بعضی صحنه‌ها هنگامی که قهرمان به اطراف نگاه می‌کند یا وقتی تصمیم اشتباهی می‌گیرد، صفحه نمایش برای چند ثانیه سیاه می‌شود. همچنین آیکون‌های بازی در گوشه صفحه نمایش به صورت حرف انگلیسی L ظاهر می‌شوند، آیکون منو در گوشه سمت چپ بالای صفحه نمایش و دکمه‌های حرکتی قهرمان در گوشه پایین سمت چپ و آیکون دایره‌ای اکشن بازی در پایین سمت راست صفحه نمایش قرار دارند. بازیباز می‌تواند از منوی «تنظیمات» تغییرات ظاهری، کاربردی یا مکانی در آیکون‌های صفحه نمایش بازی ایجاد کند. البته آیکون‌های بازی در هنگام پخش سکانس‌های مرگ یا احیا مجدد قهرمان از صفحه ناپدید می‌شوند که در نتیجه بازیباز نمی‌تواند در این صحنه‌ها بازی را متوقف کرده یا مانند نسخه اصلی سیستم عامل داس و بقیه کنسولها از روی صحنه‌ها پرش کند.

## بازتاب‌ها
| گردآورنده  | امتیاز                                 |
| ---------- | -------------------------------------- |
| گیم‌رنکینگز | ۳۵٪ (PC) ۶۸٫۱۲٪ (۳دی‌او) ۵۰٫۲۵٪ (ساترن) |

| ناشر                    | امتیاز                                                             |
| ----------------------- | ------------------------------------------------------------------ |
| آل‌گیم                   | (رایانه شخصی، ۳دی‌او، مکینتاش، CD-i, ساترن) · (پلی‌استیشن) · (جگوار) |
| الکترونیک گیمینگ مانثلی | ۷٫۶۷۵ از ۱۰ (۳دی‌او)                                                |
| گیم اینفورمر            | ۶ از ۱۰ (۳دی‌او)                                                    |
| GameFan                 | ۷۳ از ۱۰۰ (۳دی‌او)                                                  |
| گیم‌پرو                  | (ساترن)                                                            |
| گیم رولیشن              | B (ساترن)                                                          |
| گیم‌اسپات                | ۳٫۵ از ۱۰ (PC) ۳٫۸ از ۱۰ (ساترن)                                   |

بازی "مرگ مغزی ۱۳" نقدها و بازخوردهای معمولی و گاهی ضعیف را دریافت کرد. "گیم رنکینگز" برای نسخه ۳دی‌او نمره ۶۸٫۱۲٪، نسخه سگا ساترن ۵۰٫۲۵٪ و نسخه پی سی نمره ضعیف ۳۵٪ را داد. نقد اختصاصی نسخه پی سی توسط «جفری آدام یانگ» (Jeffery Adam Young) منتقد سایت گیم اسپات انجام شد که نمره ۳٫۵ از ۱۰ را به این بازی داد و گفت: «یک انیمیشن کارتونی ماهرانه که در اکثر مواقع غیرقابل بازی است و کاملاً در انتقال حس بازی تعاملی شکست خورده است.» نسخه سگا ساترن بازی هم که توسط «هیو استرباکوف» (Hugh Sterbakov) از همان سایت نقد گردیده، نمره بهتری دریافت نکرده و ۳٫۸ از ۱۰ به این نسخه داده شده.
چهار منتقد ماهنامه «الکترونیک گیمینگ» ضمن ستایش از بازی، آن را جزو بهترین نمونه بازی‌های کوئیک تایم دانسته‌اند که داستان غیرخطی و درجه سختی مناسبی دارد. (به دلیل اینکه در این بازی قهرمان با هر بار مرگ می‌تواند به‌طور نامحدود برای ادامه بازی تلاش کند). بخصوص تحسین ویژه از نسخه کنسولی ۳دی‌او به دلیل کیفیت بالای تصویری و زمان‌های بارگذاری بسیار کم، و تنها نقص بازی را ارزش پایین برای تکرار بازی عنوان کردند.
در نقطه مقابل نقد «گیم‌پرو» در مورد این بازی می‌گوید: «به هیچ وجه به‌خوبی عناوین Dragon's Lair یا Space Ace نیست» ضمن اینکه نسخه کنسول ۳دی‌او احساس ناقص بودن را بخاطر مشکلات و کنترل ضعیف به بازیباز می‌دهد، البته آن‌ها هم موافق کیفیت بالای تصویری این نسخه از بازی هستند.